# José Herrera (bokser)
José Herrera – meksykański bokser, srebrny medalista Igrzysk Ameryki Środkowej i Karaibów z roku 1938.

## Kariera
W 1938 zdobył srebrny medal na Igrzyskach Ameryki Środkowej i Karaibów 1938. W finale przegrał na punkty z Portorykańczykiem José Cheo Aponte.